# Joseph Böhm
Joseph Böhm (Pest, 4 aprile 1795 – Vienna, 28 marzo 1876) è stato un violinista ungherese, considerato come il fondatore della scuola violinistica ungherese.

## Biografia
Allievo di Pierre Rode a Budapest, fece il suo esordio a Vienna dove interpretò dei pezzi di Rodolphe Kreutzer e Franz Weiss.
Il 1º giugno 1819 fu nominato primo professore di violino al conservatorio di Vienna dove insegnò fino al 1848. Furono suoi studenti, fra gli altri, Jenő Hubay, Joseph Joachim, Lipót Auer, Heinrich Wilhelm Ernst, Jakob Dont, Georg Hellmesberger, Sr., Jakob Grün e Sigismund Bachrich.
Nel 1816 arrangiò dei concerti per quartetto d'archi di Ludwig van Beethoven e Joseph Haydn. Ebbe inoltre una collaborazione con Carl Maria von Bocklet.
Nel 1819 partecipò a un quartetto d'archi composto dal violinista Karl Holz, dal violista Franz Weiss e dal violoncellista Joseph Linke .
Ebbe una collaborazione musicale con Ludwig van Beethoven, essendo membro di un quartetto d'archi che partecipò alla prima del suo "Quartetto di Archi, Op. 12".
Nel corso della sua carriera ricevette numerosi elogi, uno fra questi fu quello ricevuto dal suo allievo Joseph Joachim che lo elogiò per la sua capacità nell'arte del fraseggio che gli permetteva di realizzare con il suo violino qualsiasi cosa che avesse previsto o sentito, abilità non acquisita dalla sola "scuola francese" ma sviluppata successivamente ed indipendentemente da essa.